# Litauische Badmintonmeisterschaft 2007
Die Litauische Badmintonmeisterschaft 2007 fand vom 6. bis zum 7. Januar 2007 in Tauragė statt. Es war die 45. Austragung der nationalen Titelkämpfe von Litauen im Badminton.

## Medaillengewinner
| Disziplin    | Gold                                      | Silber                                | Bronze                                   |
| ------------ | ----------------------------------------- | ------------------------------------- | ---------------------------------------- |
| Herreneinzel | Kęstutis Navickas                         | Donatas Narvilas                      | Klaudijus Kašinskis                      |
| Dameneinzel  | Akvilė Stapušaitytė                       | Kristina Dovidaitytė                  | Rasa Šulnienė                            |
| Herrendoppel | Kęstutis Navickas Klaudijus Kašinskis     | Tomas Dovydaitis Donatas Narvilas     | Dovydas Razas Ramūnas Stapušaitis        |
| Damendoppel  | Gerda Voitechovskaja Kristina Dovidaitytė | Ugnė Urbonaitė Indrė Petrulaitienė    | Salvinija Tarvydaitė Ugnė Vasiliauskaitė |
| Mixed        | Kęstutis Navickas Indrė Starevičiūtė      | Tomas Dovydaitis Kristina Dovidaitytė | Ramūnas Stapušaitis Oksana Jaciuk        |